# Alloperissa creagraula
Alloperissa creagraula là một loài bướm đêm trong họ Crambidae.